# Karl Ernst von Waldstein

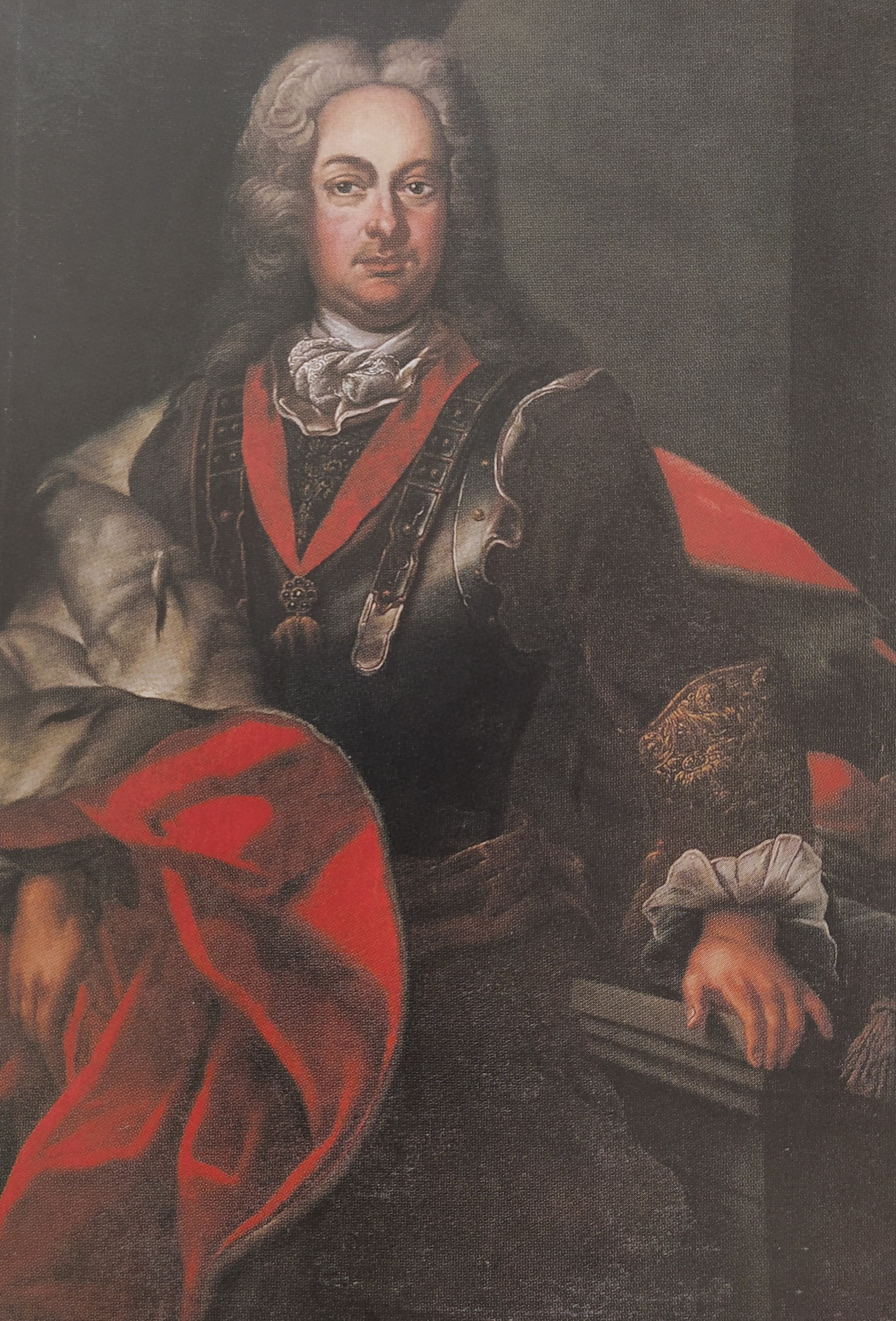
Karl Ernst von Waldstein (1661–1713)

Karl Ernst von Waldstein (* 13. Mai 1661 in Dobrowitz, Königreich Böhmen; † 7. Jänner 1713) war ein habsburgisch-österreichischer Diplomat.

## Herkunft
Seine Eltern waren Karl Ferdinand von Waldstein (* 1634; † 9. April 1702) und dessen Ehefrau die Gräfin Maria Elisabeth von Harrach zu Rohrau (* 2. September 1637; † 9. April 1710).

## Leben
Karl Ernst von Waldstein war Kämmerer von Kaiser Leopold I. und 1685 von Kaiser Joseph I. bei der ungarischen Krönung. Er wurde 1689 wirklicher Reichshofrat und außerordentlicher Gesandter nächst dem Real Sitio de San Lorenzo de El Escorial. 1693 wurde er außerordentlicher Gesandter in Savoyen und 1695 in Brandenburg. 1697 wurde Karl Ernst von Waldstein Geheimer Rat und 1698 in den Orden vom Goldenen Vlies aufgenommen. Er wurde außerordentlicher kaiserlicher Botschafter am französischen Hof von Schloss Versailles. 1700 wurde er an den portugiesischen Hof nach Lissabon versetzt und schloss am 15. Mai 1703 die Allianz mit Portugal, England und Holland gegen Frankreich im Spanischen Erbfolgekrieg.
Er war vom August 1700 bis 17. Mai 1703 Botschafter in Lissabon. Er verhandelte den Ehevertrag des Kronprinzen von Portugal mit einer Erzherzogin. Zur Rückkehr schiffte er sich auf einem holländischen Schiff ein. Das Schiff wurde nach Prisenordnung aufgebracht und von Waldstein von französischen Truppen gefangen genommen. Waldstein wurde 10 Monate in Vincennes gefangen gehalten. 1704 wurde er Obrist-Hofmarschall.
Am 20. Oktober 1708 wurde Karl Ernst von Waldstein Obrist Hofmeister von Wilhelmine Amalie von Braunschweig-Lüneburg. 1709 wurde er Obrist-Kämmerer und Konferenz-Rat.

## Familie
Er war mit Maria Theresia von Losenstein (* 21. Dezember 1666; † 20. Juni 1719) einer Tochter von Franz Adam von Losenstein verheiratet. Das Paar hatte mehrere Kinder:
- Eleonora Maria Anna Josepha Elisabeth Anastasia (* 22. August 1687; † 20. September 1749) ⚭ 1706 Graf Jan Josef von Waldstein  (* 26. Juni 1684; † 22. April 1731)
- Maria Josepha Antonia Karolina (* 13. September 1688; † 23. November 1735)

⚭ Graf Johann Romedius von Thun und Hohenstein (* 1683; † 23. Januar 1719)
⚭ Peter Robert Taparelli von Lagnasco († 1732)
- Josef Karl Anton Jan Gabriel Thaddäus  (* 31. Januar 1693; † 1713)
- Jan Adam Josef (* 28. September 1698)
- Maria Henriette Caroline Theresia Josepha (* 24. Januar 1702; † 11. März 1780) ⚭ 1718 Graf Jan Georg Christian von Lobkowicz (* 10. August 1686; † 4. Oktober 1755)